# Bahnhof Brest-Zentralny

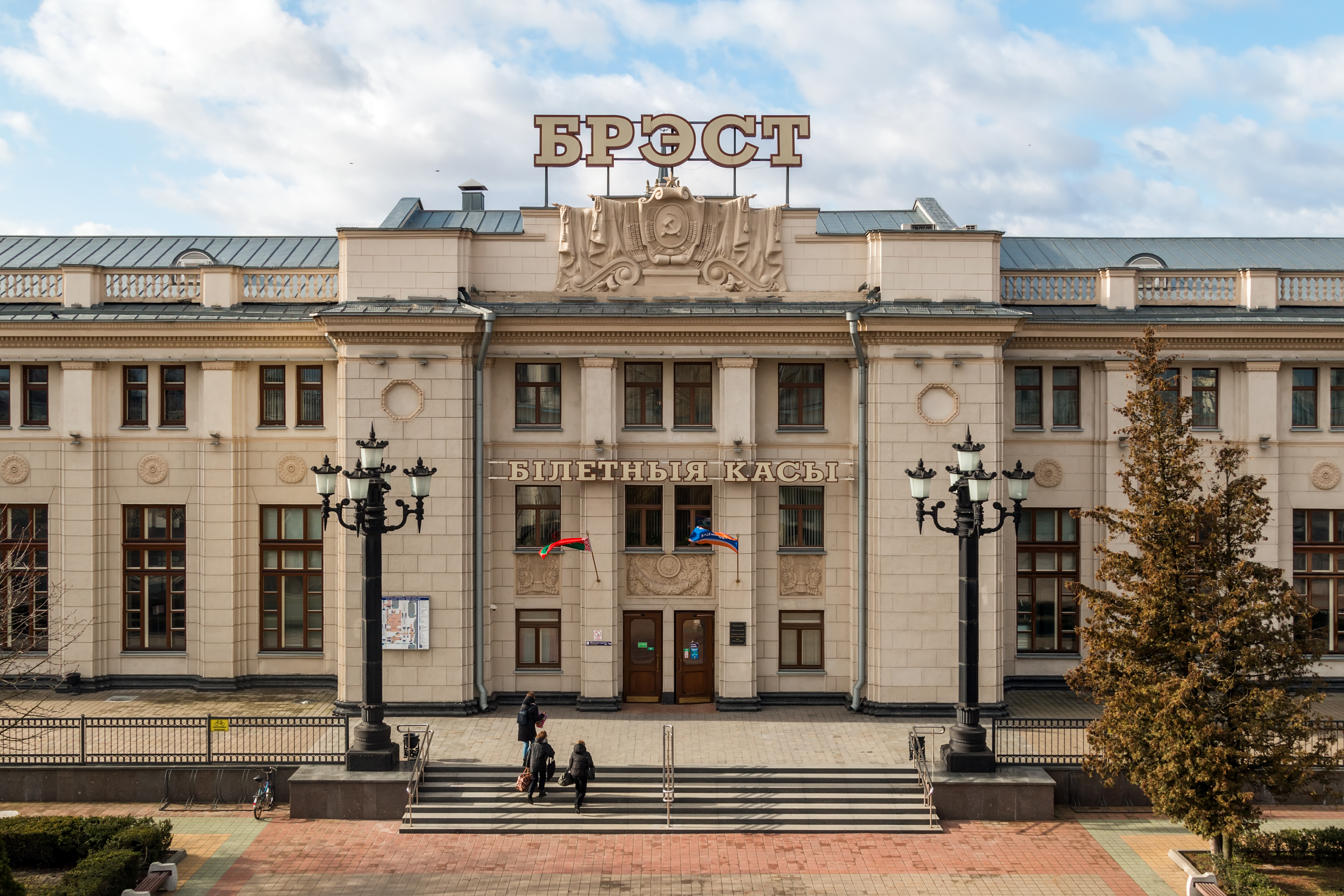
Bahnhof Brest Zentralny, Haupteingang

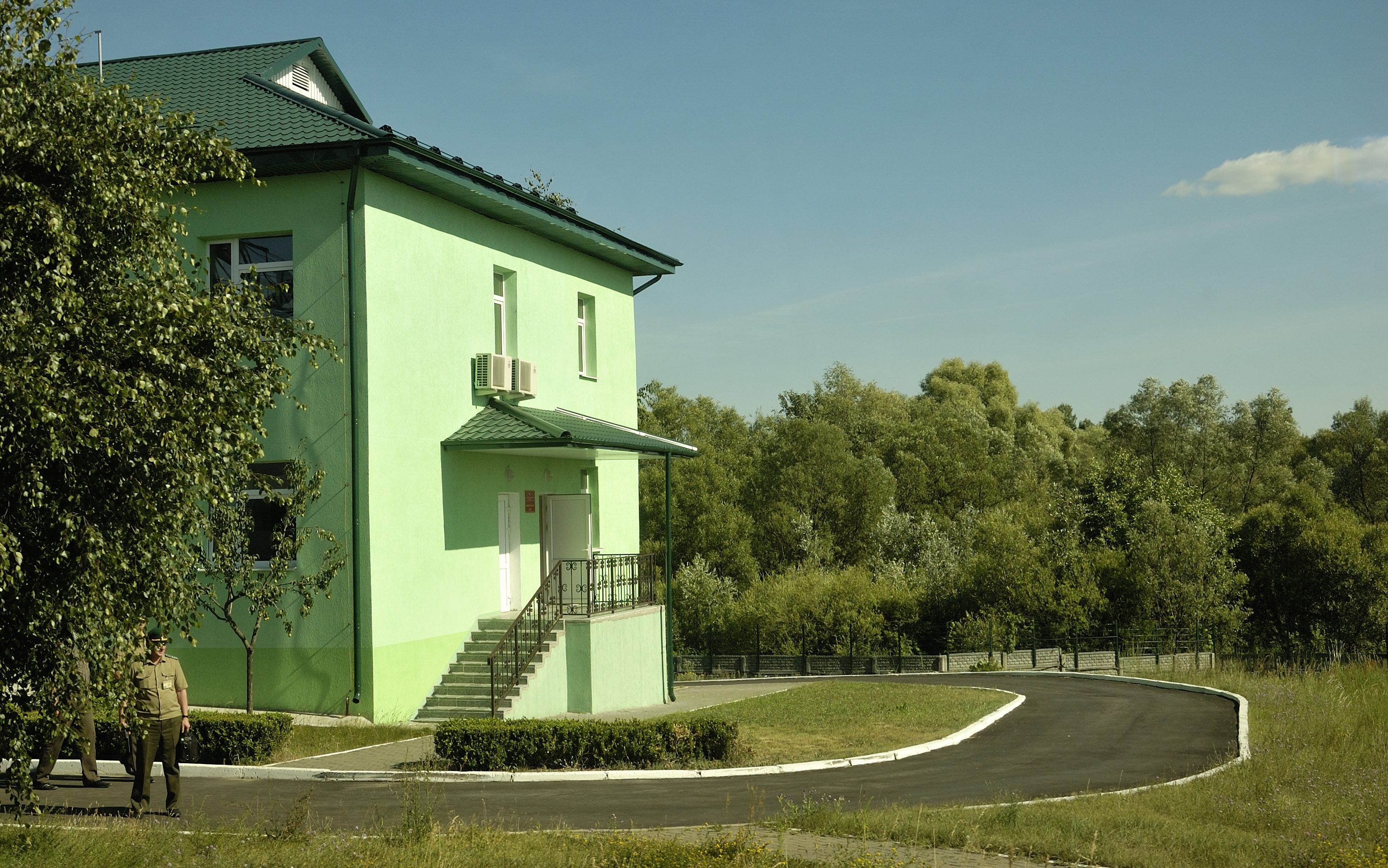
Grenzkontrollstelle „Bug“

Der Personenbahnhof Brest-Zentralny befindet sich in der Stadt Brest in Belarus am Bug.

## Bedeutung
Der Bahnhof ist Grenzbahnhof und Umspurbahnhof an der wichtigsten belarussischen Bahnstrecke nach Westen und gilt damit für Belarus und Russland als das „Tor zum Westen“, insbesondere seit die Eisenbahnverkehrsströme nicht mehr wie früher über Eydtkuhnen führen. Durch den Bahnhof Brest fahren praktisch sämtliche Fernzüge und Güterzüge zwischen der Europäischen Union und Minsk, Moskau, Sankt Petersburg, der Transsibirischen Eisenbahn und Kasachstan.
Folgende Eisenbahnstrecken sind über den Bahnhof durch die Belaruskaja tschyhunka (Belarussische Eisenbahn) an das Eisenbahnnetz angeschlossen:
- Bahnstrecke Brest–Tamaschojka
- Bahnstrecke Brest–Baranawitschy
- Bahnstrecke Kowel–Brest
- Bahnstrecke Białystok–Brest
- Bahnstrecke Warszawa–Brest

## Betrieb
Im Bahnhof Brest treffen die westeuropäische Spurweite von 1435 mm („Normalspur“) und die osteuropäische Spurweite von 1520 mm („Russische Breitspur“) aufeinander. Daher ist der Bahnhof Brest in einen „westlichen“ und einen „östlichen“ Teil unterteilt. Der Bahnhof besitzt umfangreiche Gleisanlagen, die für die Stadt Brest in weiten Teilen stadtbildprägend sind. Die Umspuranlagen befinden sich in großen Wagenhallen, in welche die umzuspurenden Wagen mit Rangierlokomotiven geschoben werden. In den Hallen werden die Drehgestelle gelöst und die Wagenkästen angehoben. Es findet nun ein Austausch der Drehgestelle statt, ebenso wird die Kupplung ausgetauscht, bevor die Wagen auf neuen Drehgestellen die Hallen wieder verlassen. Für den Containerverkehr wurden in den letzten Jahren Umschlagmöglichkeiten geschaffen, mit denen diese Container von normalspurigen auf breitspurige Flachwagen umgekrant werden können.